# Экономика Островов Кайман
Экономика Островов Кайман сильно зависит от сектора туристических услуг, который составляет 70 % от ВВП, и сектора финансовых услуг, который регулируется независимой Финансовой комиссией Островов Кайман. Около 90 % всех продуктов питания и товаров народного потребления импортируются на острова. Уровень жизни населения является одним из самых высоких в Карибском регионе. Официальной валютой является кайманский доллар, курс которого привязан к курсу доллара США по ставке: CI$1.00=US$1.20.

### Сельское хозяйство и промышленность
Сельское хозяйство развито слабо, в основном из-за дефицита пресной воды. Для собственных нужд выращиваются бананы, томаты, манго и цитрусовые. Небольшое поголовье крупного рогатого скота, свиней, коз. Рыболовство для внутреннего потребления и на экспорт (в 2000 улов составил 125 т)
Имеются предприятия деревообрабатывающей промышленности, переработки рыбы и морепродуктов.

### Внешняя торговля
Импорт составляет около 3.33 млрд долларов США (2017), а экспорт — всего лишь 589 млн долларов США (суда и лодки, реэкспорт металлов, золота, а также черепаховое мясо и панцири черепах, а также акулья кожа). Главный партнер по экспорту — Нидерланды (82 % от оборота), главные поставщики — Германия (22 %), Нидерланды (21 %), Южная Корея (19 %) и США (15 %).

### Туризм
Согласно данным Департамента туризма Каймановых островов, за первые пять месяцев 2018 года число туристов составило 209 143 человек, что на 16,51 процентов больше по сравнению с аналогичным периодом 2017 года. Количество туристов выросло на 29,637 — это один из самых быстрых темпов роста в Карибском регионе.
Курорты Каймановых островов, как и все карибские страны, представляют великолепную возможность дайвинга и сноркелинга.
Рифы изобилуют рыбой (скаты, барракуды), черепахами, ракообразными, оранжевыми губками. Популярным туристическим развлечением на Каймановых островах является погружение в воду на субмарине со стеклянными стенами.